# 新少林寺/SHAOLIN
『新少林寺/SHAOLIN』（しんしょうりんじ 、原題: 新少林寺、英題: Shaolin）は、2011年公開の香港・中国合作映画。主演はアンディ・ラウ。

## 概要
1982年に公開され、大ヒットを記録したカンフー映画の金字塔『少林寺』を新解釈で描いたアクション大作。『インファナル・アフェア』のアンディ・ラウが軍人から少林寺の僧侶として出家する男を熱演。また、本作が映画出演99作目となるジャッキー・チェンが少林寺の厨房係としてコミカルな熟練アクションを披露する。また『少林寺』でタン師父を演じたユエ・ハイが本作では方丈として出演する。

## ストーリー
中華民国初期、辛亥革命によって清王朝が倒れたものの、西洋列強による侵略や国内の内乱で、軍閥たちによる私利私欲の争いが繰り広げられていた。登封市（現・河南省鄭州市）にある少林寺の僧侶たちは、おびただしい数の犠牲者の中から、まだ息のある人々を救助していた。逃亡した敵の大将を追い、馬に乗った軍人たちが少林寺に土足で踏み込む。粗暴で傲慢な将軍で独裁者・侯杰（アンディ・ラウ）が少林寺の中で敵の大将を無残に撃ち殺し、少林寺を愚弄して去る。しかし、腹心の部下・曹蛮（ニコラス・ツェー）の裏切りに合い、そこで流れ着いたのが、かつて独裁政権時代に愚弄した少林寺だった。愛娘・勝男（嶋田瑠那）を失い、妻・顔夕（ファン・ビンビン）の愛、そして地位も名誉も失う。「土葬か火葬か、俺だったら火葬にする、だっていつだって会えるから」と言ってきた寺の厨房係・悟道（ジャッキー・チェン）の導きによって侯杰は受け入れられる。出家することを決意。やがて戦火は激しくなり少林寺へ多くの人々が避難して来た。そして少林寺に侯杰がかくまわれていることを知った曹蛮は、民衆・僧侶・寺院への容赦のない攻撃をはじめる。悟りを開いた侯杰は僧侶を率い、戦火に追われる平民たちと少林寺を決死の思いで守るのだが、寺が敵に襲撃され、一騎討ち。列強によるすさまじい破壊が始まる。悟道は「少林寺は心の中に永遠にある」と民衆を諭す…。

## キャスト
| 役名                                   | 俳優                           | 日本語吹替 |
| -------------------------------------- | ------------------------------ | ---------- |
| 侯杰（こう・けつ）／浄覚（じょうかく） | アンディ・ラウ                 | 藤真秀     |
| 曹蛮（そう・ばん）                     | ニコラス・ツェー               | 小野大輔   |
| 顔夕（がんせき）                       | ファン・ビンビン               | 本名陽子   |
| 悟道（ごどう）                         | ジャッキー・チェン（特別出演） | 石丸博也   |
| 甜児                                   | バイ・ビン（友情出演）         |            |
| 浄能（じょうのう）                     | ウー・ジン                     | 志村知幸   |
| 浄海（じょうかい）                     | ユイ・シャオチュン             | 石狩勇気   |
| 索降図（ソルント）                     | ション・シンシン               |            |
| 方丈（ほうじょう）                     | ユエ・ハイ                     | 丸山壮史   |
| 浄空（じょうくう）                     | シー・イェンレン               | 遠藤大智   |
| 霍龍（かく・りゅう）                   | チェン・チーフイ               |            |
| 宋虎（そう・こ）                       | シー・シャオホン               | 広田みのる |
| 勝男（しょうだん）                     | 嶋田瑠那                       | うえだ星子 |